# Ortodox marxism
Ortodox marxism kan antingen syfta till de officiella marxistiska teorier/ideologier som marxistiska institutioner (partier och organisationer) haft eller har, och/eller till påstått "sanna" tolkningar av Karl Marx. Det har genom marxismens historia funnits en rad olika "ortodoxier", vilket innebär att termen inte syftar till någon specifik marxistisk riktning utan snarare (i generell mening) syftar till marxistiska doktriner som under vissa tider eller i vissa kontexter blivit "etablerade". Termen har dock oftast syftat till sovjetisk marxism, det vill säga Marxism–leninism.

## Historia
Tidig hänvisning till en "marxistisk ortodoxi" har skett bland annat av de tyska socialdemokraterna Kautsky, Bebel, Bernstein och Plekhanov samt ryska bolsjeviker såsom Lenin och Trotskij. SPD:s ortodoxi och bolsjevikernas ortodoxi delade enligt Karl Korsch en deterministisk aspekt och en syn på marxismen som en vetenskap. Den sistnämnda tesen innefattar det Marx och Engels kallade för "vetenskaplig socialism". Vidare menar Douglas Kellner att en gemensam aspekt av många former av ortodox marxism är en ekonomisk reduktionism som innefattar att basen betraktas som determinerande för överbyggnaden.
Under Stalins regeringstid i Sovjetunionen var kommunistiska partier i den tredje internationalen objekt för starka påtryckningar från Sovjetunionen att följa den av Stalin etablerade marxistiska "ortodoxin". Det fanns enligt Stalin endast en form av sann marxism: sovjetisk marxism. Denna tes som i praktiken kom att anammas av i stort sett alla kommunistiska partier. Under 1970-talet hade dock "institutionaliserad marxism" blivit ett pluralitisk, vilket innefattade ett visst avsteg från en global marxistisk ortodoxi. Enligt Peter Worsley hade den marxistiska ortodoxin under 70-talet istället blivit ett lokalt fenomen, med enskilda ortodoxier för varje kommunistiskt parti. Trots detta hade Marxism-leninismen enligt André Tosel en viss global hegemoni fram till Sovjetunionens upplösning 1991. Efter 1991 försvann denna hegemoni, vilket enligt Tosel skapade utrymme för utvecklingen av vad Tosel kallar "1000 marxismer".

## Dialektisk materialism
Ett utmärkande drag för Andra internationalens ortodoxi samt sovjetisk marxistisk ortodoxi var betoningen på konceptet "dialektisk materialism". Grunden för detta konceptet lades av Engels i hans texter Anti-Dühring och Ludwig Feuerbach och den klassiska tyska filosofins slut. Detta koncept och dessa texter kom enligt Jack Mendelson att spela en avgörande roll i samtliga politiska tillämpningar av marxismen.
Dialektisk materialism kan beskrivas som en kombination mellan historiematerialism med en mer heltäckande filosofisk materialism, eller som en kombination mellan filosofisk materialism och Friedrich Hegels dialektik. Enligt den dialektiska materialismen är den materiella världen den enda existerande verkligheten, en verklighet som existerar oberoende av människans upplevelse av den. Vidare betraktas tankar som en reflektion av denna materiella verklighet. Denna materiella verklighet anses ha en rad inneboende motsägelsefullheter - motsägelsefullheter som anses vara källan till historisk utveckling, som betraktas som något som sker konstant.
Marx menade att proletariatet genom aktivt rationellt handlande skulle initiera en socialistisk revolution som skulle resultera i kommunism. För marxister under tidigt 1900-tal framstod denna idé enligt James Miller som utopisk och verklighetsfrånvänd. Dåtidens marxistiska svar på detta var att, i och med teorin om dialektisk materialism, hävda att inrättandet av kommunism kommer ske som en nödvändig följd av naturens, ekonomin och teknologins förutbestämda utveckling. Enligt Plekhanov är historien strikt deterministisk såtillvida att en socialistisk revolution är en nödvändig följd av historiens naturliga utveckling. Enligt denna ortodoxa marxism sker detta utan behov av kreativa mänskliga interventioner - människans roll i denna process är helt och hållet passiv. När en socialistisk revolution väl sker, är detta enligt denna ortodoxa marxism blott en bekräftelse av den naturliga historiens förutbestämda gång.

## Kritik
Marxisten Paul Hirst har kritiserat begreppet "ortodox marxism", med hänvisning till att det finns en mångfald av olika ortodoxier, som enligt Hirst är "teoretiska konstruktioner". Enligt Hirst finns det inte en "sann" eller "vetenskaplig" läsning eller tolkning av Marx, utan istället en mångfald av ömsesidigt oförenliga tolkningssätt.